# Gerberga I di Gandersheim
Gerberga (840 circa – 5 settembre 896 o 897) fu badessa di Gandesheim dall'874 all'896/897.

## Biografia
Gerberga era una figlia del "dux" sassone Liudolfo, il capostipite della dinastia liudolfingia, e di Oda, il cui padre era Billung, della dinastia dei Billunghi, e di Aeda. Le date di vita di Gerberga sono incerte, si presume che la data di nascita sia compresa tra 840 e 850, e che morì il 5 settembre 896 o 897. Dall'874 fino alla sua morte fu il successore della sorella maggiore Hathumoda in qualità di badessa dell'abbazia di Gandersheim.
Gerberga è menzionata sia da Rosvsita Primordia coenobii Gandeshemensis, che narra la storia del monastero fino al 919 circa, sia nella Vita obitus Hathumodae, scritta da Agio, la data della sua morte è registrata nel necrologio di Gandersheim. Secondo Agio, conosceva molto bene il suo predecessore e sorella, il che induce a credere che Gerberga era già entrata nel monastero mentre la sorella era in vita.
Rosvita riferisce che Gerberga era inizialmente fidanzata con un nobile di nome Bernardo, ella però, internamente, si era segretamente consacrata a Cristo; pur tuttavia ella continuò il fidanzamento, non volendo indispettire Bernardo, ma egli morì successivamente in battaglia, liberando Gerberga dal fidanzamento, permettendole di perseguire la vita religiosa da lei anelata nell'intimo. A causa del divario temporale tra il lavoro di Rosvita e la vita di Gerberga, questo racconto può, tuttavia, essere un avvenimento volutamente gonfiato per enfatizzare la pietà di Gerberga.